# Kongres na rzecz Demokracji i Postępu

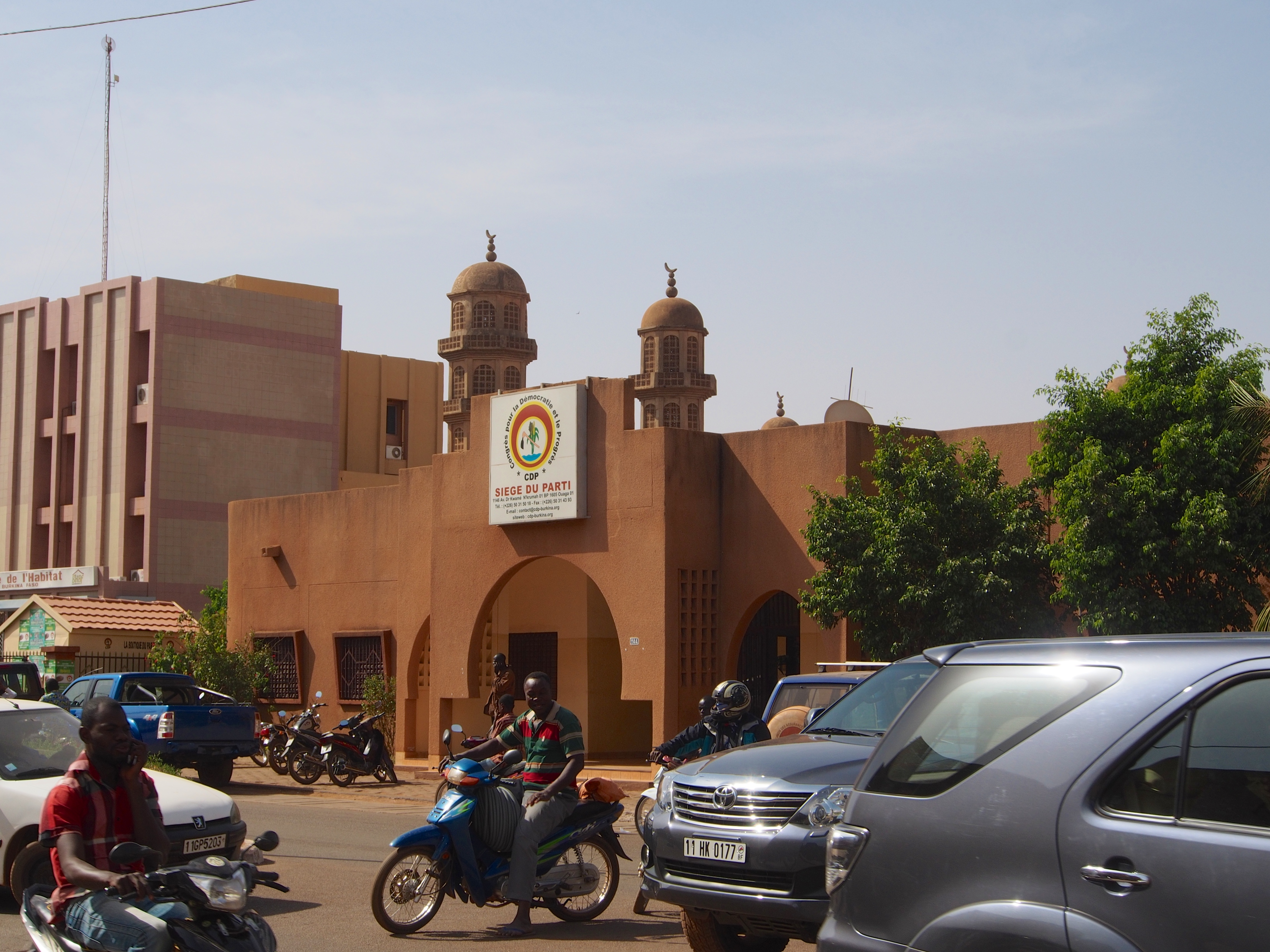
siedziba partii w Wagadugu

Kongres na rzecz Demokracji i Postępu (franc. Congrès pour la Démocratie et le Progrès) – partia polityczna z Burkina Faso. Była ugrupowaniem dominującym podczas rządów prezydenta Blaise Compaoré. Utworzona 6 lutego 1996 z połączenia kilku mniejszych lewicowych ugrupowań. Partia utrzymywała się u władzy od momentu założenia aż do rewolucji, która w październiku 2014 roku odsunęła od władzy prezydenta Blaise Compaoré i rząd premiera Luca-Adolphe Tiao.